# Flávio Moscardi
Flávio Moscardi (Lucélia, 26 de Maio de 1949 — Londrina, 15 de Julho de 2012), foi um cientista brasileiro. Ele foi criado desde os dois anos na cidade de Osvaldo Cruz, SP. Graduou-se em Agronomia na Escola Superior de Agricultura Luiz de Queiroz (ESALQ-USP) em dezembro de 1973, onde estagiou no Departamento de Entomologia.
Logo após o término da graduação, em 1974, foi contratado pela Embrapa. De julho de 1975 a junho de 1979, realizou cursos de mestrado e doutorado na Universidade da Flórida, sob a orientação do Dr. George E. Allen, desenvolvendo trabalhos sobre o controle da lagarta-da-soja, Anticarsia gemmatalis HÜBNER, através do vírus de poliedrose nuclear (VPNAg), na dissertação de mestrado, isolado no Brasil durante o estágio com o dr. Roger N. Williams, da Ohio State University, e sobre a biologia e ecologia desse inseto (Ph.D.).
Em 1979, foi transferido para a Embrapa Soja, Londrina, PR, onde permaneceu até setembro de 2009. Nessa instituição, destacou-se pelo desenvolvimento de táticas de manejo integrado de pragas, principalmente por meio do uso de inseticidas biológicos. Dentre suas contribuições, a que lhe trouxe reconhecimento nacional e internacional foi o desenvolvimento do programa para o uso de um VPNAg para o controle da lagarta-da-soja, que tem resultado, desde o início da década de 1980, em enormes benefícios sociais, ambientais e econômicos para o país.
Durante o estágio na ESALQ-USP, Dr. Moscardi conseguiu compreender que o controle de pragas agrícolas poderia ser feito com agentes de controle biológico, em contraposição ao uso massivo de inseticidas químicos empregados no controle de pragas no país. Juntamente ao estagiário José Roberto Parra, em levantamentos semanais sobre a ocorrência de pragas da soja e de seus inimigos naturais, foi encontrado um agente até então desconhecido de mortalidade da lagarta-da-soja, na região de Campinas, SP, que foi identificado como um VPNAg pelo Dr. George Allen (Universidade da Flórida, Gainesville, EUA), tendo esse pesquisador indicado que esse tipo de vírus poderia, potencialmente, ser utilizado para o controle biológico da praga; esse foi um dos marcos de sua carreira profissional.
No mestrado, Moscardi desenvolveu um inseticida biológico que não causa danos ambientais, à base de um vírus que mata uma praga importante que é a lagarta-da-soja. O vírus é extraído e isolado da lagarta infe(c)tada coletada no campo. Também com seus trabalhos foi possível a produção do vírus em laboratório, extraindo-o em maior quantidade.
Preocupado em dar continuidade ao seu trabalho e também contribuir com a formação de novos pesquisadores, após sair da Embrapa foi convidado a desenvolver pesquisas e a ministrar aulas na Universidade Estadual de Londrina (UEL), no Departamento de Agronomia, no Centro de Ciências Agrárias.[carece de fontes?]
| “ | "Eu senti que já tinha dado a minha contribuição na Embrapa e eu não queria ficar parado porque eu tenho uma experiência acumulada e me chamou atenção, após o convite aqui do Departamento de Agronomia, essa possibilidade de contribuir inclusive na formação de pessoas, em mestrado, doutorado, e passar um pouco dessa experiência para formar pessoas”, relatou Moscardi, justificando seu ingresso na Universidade." | ” |

Professor Sênior no Departamento de Agronomia da UEL, atualmente Flávio Moscardi trabalha com agentes biológicos para o controle de um grupo importante de lagartas do gênero spodoptera, que tem causado sérios problemas com a perda de lavouras de produção. Esse projeto busca fazer uma prospecção do que existe na natureza que possa controlar biologicamente o grupo de lagartas que ataca milho, algodão, soja e, a partir daí, desenvolver ações que possam levar a um possível produto biológico para o controle dessas pragas.[carece de fontes?]

## Carreira
Durante sua carreira, Professor Moscardi veiculou mais de duzentas publicações, incluindo artigos científicos em vários periódicos reconhecidos nacional e internacionalmente, além de capítulos de livros, trabalhos completos em anais de eventos e publicações específicas da Embrapa. Tem atuado como professor participante da UFPR e UEL, nas áreas de entomologia e patologia de insetos, orientando vários estudantes de pós-graduação, bem como colaborado com cursos de pós-graduação de outras universidades. Foi Diretor-Geral da Embrapa Soja (de 1990 a 1995). Foi pesquisador 1A do CNPq, tendo atuado por dois mandatos como membro do Conselho Assessor de Agronomia dessa instituição. Foi Presidente da Sociedade Entomológica do Brasil (SEB - 8/1998 a 6/2002) e Secretário Geral. Foi Membro Honorário da Sociedade Argentina de Entomologia, presidiu e tem presidido congressos nacionais e internacionais e atuado intensivamente em comitês e comissões relacionadas à sua área de atuação. Foi coordenador do Núcleo de Excelência em Manejo Integrado de Pragas (MIP) do Pronex/MCT.
Foi membro de comitês editoriais e consultor ad hoc de revistas nacionais e do exterior. Tem atuado como consultor em Manejo Integrado de Pragas (MIP) e controle biológico em vários países (como Argentina, Paraguai, Uruguai, Nicarágua, Indonésia, Filipinas, Coreia do Norte, Tanzânia e Índia). Pelas suas contribuições recebeu 23 prêmios / medalhas / homenagens, como o Prêmio Jovem Cientista - 1983, primeiro lugar, CNPq e Fundação Roberto Marinho, além de Comendador da Ordem Nacional do Mérito Científico - Presidente da República do Brasil - ago/2002, Medalha Paulista do Mérito Científico e Tecnológico - Governo do Estado de São Paulo – 2001, Prêmio Frederico de Menezes Veiga - Empresa Brasileira de Pesquisas Agropecuárias – 1991, Award of Distinction - Sociedade Internacional de Proteção de Plantas – 1995, Award in Agriculture 1996 - Academia de Ciências para o Mundo em Desenvolvimento – 1997 e Láurea do Mérito Profissional - Sistema CONFEA/CREAS – 2001. No ano de 2003, Moscardi foi eleito para a Academia Brasileira de Ciências.